# Cratere Samson
Samson è un cratere sulla superficie di Giapeto.